# Edmund Hoffmeister
Edmund Hoffmeister (* 4. März 1893 in Aschaffenburg; † 20. Februar 1951 im Lager Nr. 476 Asbest, Oblast Swerdlowsk, Russland) war ein deutscher Offizier, zuletzt Generalleutnant im Zweiten Weltkrieg.

## Leben
Hoffmeister diente als Offizier im Ersten Weltkrieg. Nach Kriegsende wurde er in die Reichswehr übernommen und diente in verschiedenen Einheiten. Während der Zusammenarbeit der Reichswehr mit der Roten Armee wirkte Hoffmeister als Verbindungsoffizier. In der Wehrmacht führte er im Zweiten Weltkrieg als Kommandeur die 383. Infanterie-Division. 
Nachdem Hitler am 16. Juli 1940 die „Weisung Nr. 16 über die Vorbereitung einer Landungsoperation gegen England“ erteilt hatte, planten Heer und Kriegsmarine eine Invasion an der Südküste Großbritanniens, das Unternehmen Seelöwe. 
Oberst Hoffmeister sollte als Kommandeur des Infanterieregiments 21 der 17. Infanteriedivision mit einem 131 Mann starken Brandenburger Kommandoteam während der Operation Seelöwe zur Küste bei Dover vorstoßen. Hoffmeisters Division sollte zum Operationsgebiet der 16. Armee gehören. Hitler verschob am 15. Oktober das Unternehmen Seelöwe auf das Frühjahr 1941; es fand nie statt. 
Nach seiner Beförderung zum Generalleutnant kommandierte Hoffmeister vom 1. Juli 1943 bis zum 20. Juni 1944 die 383. Infanteriedivision an der Ostfront und wurde am 6. Oktober 1943 mit dem Ritterkreuz des Eisernen Kreuzes ausgezeichnet.
Am 18. oder 19. Juni 1944 wurde er als Kommandierender General mit der Führung des XXXXI. Panzerkorps betraut (sein Vorgänger war Helmuth Weidling). Am 22. Juni begann die Rote Armee die Operation Bagration gegen die Heeresgruppe Mitte. Ende Juni zerschlug die Rote Armee mehrere Verbände der Wehrmacht, die erfolglos versuchten, Babruisk zu verteidigen. Auch ein Großteil des verbliebenen XXXXI. Panzerkorps wurde zerstört, ebenso große Teile der 9. Armee, zu der es gehörte. 
Hoffmeister wurde am 1. Juli bei einem Ausbruchsversuch aus dem Kessel von Babrujsk von sowjetischen Streitkräften der 2. Weißrussischen Front gefangen genommen. 
Im Bericht der Front vom 8. Juli wurde Hoffmeister mit einer bitteren und mit Schimpfworten gespickten Schmährede gegen die „Amateure“ (also das NS-Regime und ihm ergebene hochrangige Generäle) zitiert, die er für die militärische Katastrophe verantwortlich machte.
Im Juli wiederholte Hoffmeister im Namen des Nationalkomitee Freies Deutschland während einer Radiosendung aus Moskau ähnliche Vorwürfe:
Die Niederlage in Weißrussland ist nicht das einzige Beispiel für Hitlers Unfähigkeit als Befehlshaber. Als die Feldmarschälle von Leeb, List, von Rundstedt, von Bock und von Brauchitsch sowie Generaloberst Halder und viele andere versuchten, auf diese Fehler hinzuweisen, entließ Hitler sie von ihren Posten ... Die neueren Generäle jedoch, wie Rommel, Dietl, Schörner, Keitel und andere, die keine lange militärische Ausbildung durchlaufen hatten, übersahen diese Fehler.
Hoffmeister gehörte zu den fünfzig deutschen Generalen, die in sowjetischer Kriegsgefangenschaft am 8. Dezember 1944 den Aufruf der 50 Generäle »An Volk und Wehrmacht« unterschrieben, in dem sie die deutsche Bevölkerung und die deutschen Streitkräfte zur Trennung von der NS-Führung sowie zur Beendigung des Krieges aufforderten.

## Auszeichnungen
- Eisernes Kreuz (1914) II. und I. Klasse
- Verwundetenabzeichen (1918) in Schwarz
- Spange zum Eisernen Kreuz II. und I. Klasse
- Deutsches Kreuz in Gold am 11. Dezember 1941
- Ritterkreuz des Eisernen Kreuzes am 6. Oktober 1943[7][8]